# Тристаннид пентаскандия
Тристаннид пентаскандия — бинарное интерметаллическое неорганическое соединение
скандия и олова
с формулой Sc5Sn3,
кристаллы.

## Получение
- Сплавление стехиометрических количеств чистых веществ:

{\displaystyle {\mathsf {5Sc+3Sn\ {\xrightarrow {1800^{o}C}}\ Sc_{5}Sn_{3}}}}

## Физические свойства
Тристаннид пентаскандия образует кристаллы
гексагональной сингонии,
пространственная группа P 63/mcm,
параметры ячейки a = 0,8350 нм, c = 0,6055 нм, Z = 2
.
При температуре 1715°C происходит фазовый переход .